# Polystachya camaridioides
Polystachya camaridioides là một loài thực vật có hoa trong họ Lan. Loài này được Summerh. miêu tả khoa học đầu tiên năm 1957.